# Sònia Fuertes Ledesma
Sònia Fuertes Ledesma (Barcelona, 1968) és una educadora social i llicenciada en Filosofia i Ciències de l'Educació per la Universitat de Barcelona.

## Formació i docència
La seva formació com a educadora es va desenvolupar a la Escola d’Educadors Especialitzats Flor de Maig obtenint la equivalència al grau per la Universitat Ramon Llull. Tanmateix va cursar estudis de doctorat a la facultat de Pedagogia de la mateixa universitat, realitzant els dos cursos del Doctorat.
Com a docent va col·laborar en diverses institucions acadèmiques i organitzacions. Des de la pròpia APESC, Associació Professional d'Educadors Socials de Catalunya-antecedent del col·legi professional-, a institucions com la UPC o la Fundació les Heures de la UBV, en temàtiques vinculades a la formació de formadors, la supervisió, la funció professional i el treball en equip, entre d'altres.
Amb la carrera acabada, va fer estudis de doctorat a la mateixa Universitat de Barcelona però a la facultat de Pedagogia, realitzant els dos cursos del Doctorat "Història del pensament a la institucions educatives". És en aquell moment que va començar a impartir docència en diverses associacions i organitzacions. Des de la pròpia APESC, Associació Professional d'Educadors Socials de Catalunya- antecedent del col·legi professional-, i a altres espais, en temàtiques vinculades a la supervisió, la funció professional i el treball en equip, entre d'altres.
Pel que fa a la seva trajectòria acadèmica, cal destacar també el Postgrau en Ciències Polítiques i de l’Administració de la UOC, la formació sobre Funció Gerencial a les ONG impartida per ESADE, els seminaris de formació de la Unió Consorci Formació o els seminaris del Campo Freudiano.

## Trajectòria professional i vida associativa
Va compatibilitzar el temps de formació amb la pràctica professional i la docència. Com a educadora va treballar en diversos àmbits, especialment en addiccions, salut mental i execució penal. En aquests àmbits també va ostentar llocs de coordinació i direcció. Va ser subdirectora de l’Àrea d’Inclusió Social i reducció de danys en drogodependències de la Fundació Salut i Comunitat.
Amb relació a la vida associativa, l'any 2002 va participar del que va ser la gènesi de la constitució d'ECAS, Entitats Catalanes d'Acció Social, que es va constituir l'estiu del 2003. S’inicia doncs un altre camí a la seva trajectòria professional: la vinculació a l’àmbit de la federació del tercer sector social. A ECAS va desenvolupar gran part d’aquesta trajectòria, desenvolupant diversos rols a la junta directiva per finalment assolir la presidència l’octubre de 2017.[1] Com a ECAS, va participar en la junta de la Taula del Tercer Sector exercint com a vicepresidenta i coordinadora del grup d’inclusió. D’altra banda va representar la Taula del Tercer Sector a EAPN España, formant part de la comissió permanent i liderant el grup d’inclusió estatal.
Una de les seves idees clau és que "Cal replantejar el model socioeconòmic i cal pensar molt més en clau de polítiques socials com a inversió i, per tant, entendre-les també des de la seva vessant preventiva i transformadora cap a les col·lectivitats i les persones, i no tant des d'un vessant pròpiament pal·liatiu, d'actuació només en aquests casos en què ja s'ha viscut un procés d'exclusió" (XXX).
Un altre dels seus àmbits d’expertesa és la introducció de la perspectiva de gènere en les polítiques socials, impulsant la xarxa de Dones Directives i Professionals de l'Acció Social (DDiPAS) on va exercir com a vicepresidenta.
Va ser membre de la Comissió de Seguiment de la Renda Garantida de Ciutadania i forma part del Consell Assessor per la Renda Bàsica i del Consell Consultiu de la FAS, Fundació Autònoma Solidària.